# Firoza Begum
Firoza Begum, właśc. Susan Solomon – żydowsko-indyjska aktorka.

## Życiorys
Zagrała w kilku filmach Bollywood i Mollywood. Była popularna w latach 20–30 XX wieku. Wyróżniała się jako jedna ze słynnych indyjskich aktorek żydowskiego pochodzenia.
Używała muzułmańskiego imienia Firoza Begum, aby ukryć swoje żydowskie pochodzenie. Była jedną z pięciu słynnych żydowsko-indyjskich aktorek, które przedstawiono w filmie dokumentalnym Shalom Bollywood: The Untold Story of Jews and Bollywood Danny'ego Ben-Moshe (2013).